# دوقلو (شیمی آلی)
در شیمی، عبارت دوقلو یا ژمینال(به انگلیسی: Geminal) به رابطه بین دو اتم یا گروه عاملی متصل به یک اتم اشاره دارد. این کلمه از لاتین gemini به معنی «دوقلوها» آمده‌است. به عنوان مثال، یک دی‌ال دوقلو، دی‌الی (مولکولی که دارای دو گروه عاملی الکلی باشد) است که در آن هر دو گروه هیدروکسیل به یک اتم کربن متصل هستند، مانند متان‌دی‌ال. همچنین پیشوند کوتاه شده gem ممکن است برای نشان دادن این رابطه بر روی یک نام شیمیایی اعمال شود، همانند ژم-دی‌برومید برای نشان دادن «دی‌بروید دوقلو».
این مفهوم در بسیاری از شاخه‌های شیمی از جمله سنتز و طیف‌سنجی مهم است، زیرا گروه‌های عاملی متصل به یک اتم اغلب رفتار متفاوتی از زمان جدا بودن از خود نشان می‌دهند. به عنوان مثال دی‌ال‌های ژمینال با از دست دادن آب به راحتی به کتون یا آلدهید تبدیل می‌شوند.
|                                                                  | آلکان | ژمینال | ویسینال    | جدا از هم    |
| متان                                                             |       |        | وجود ندارد | وجود ندارد   |
| اتان                                                             |       |        |            | not existing |
| پروپان                                                           |       |        |            |              |
| استخلاف‌ها بر روی یک دی‌بروموآلکان به رنگ قرمز نمایش داده شده است. |       |        |            |              |

اصطلاح مجاور یا ویسینال به رابطه بین دو گروه عاملی که به اتمهای مجاور متصل هستند گفته می‌شود. آرایش نسبی دو گروه عاملی را می‌توان توسط عبارات α و β توصیف کرد.

## سنتز
مثال زیر تبدیل سیکلوهگزیل متیل کتون به یک ژم-دی‌کلرید از طریق واکنش با فسفر پنتاکلرید را نشان می‌دهد. سپس می‌توان از این ژم- دی‌کلرید برای سنتز یک آلکین استفاده کرد.